# Dzieduszyce Małe
Dzieduszyce Małe (ukr. Малі Дідушичі) – wieś na Ukrainie, w rejonie stryjskim obwodu lwowskiego. Miejsce urodzenia Józefa Dunina Borkowskiego. Wieś liczy 862 mieszkańców.
Za II Rzeczypospolitej do 1934 samodzielna gmina jednostkowa. Następnie należała do zbiorowej wiejskiej gminy Sokołów w powiecie stryjskim w woj. stanisławowskiem. Po wojnie wieś weszła w struktury administracyjne Związku Radzieckiego.